# El Monstruo

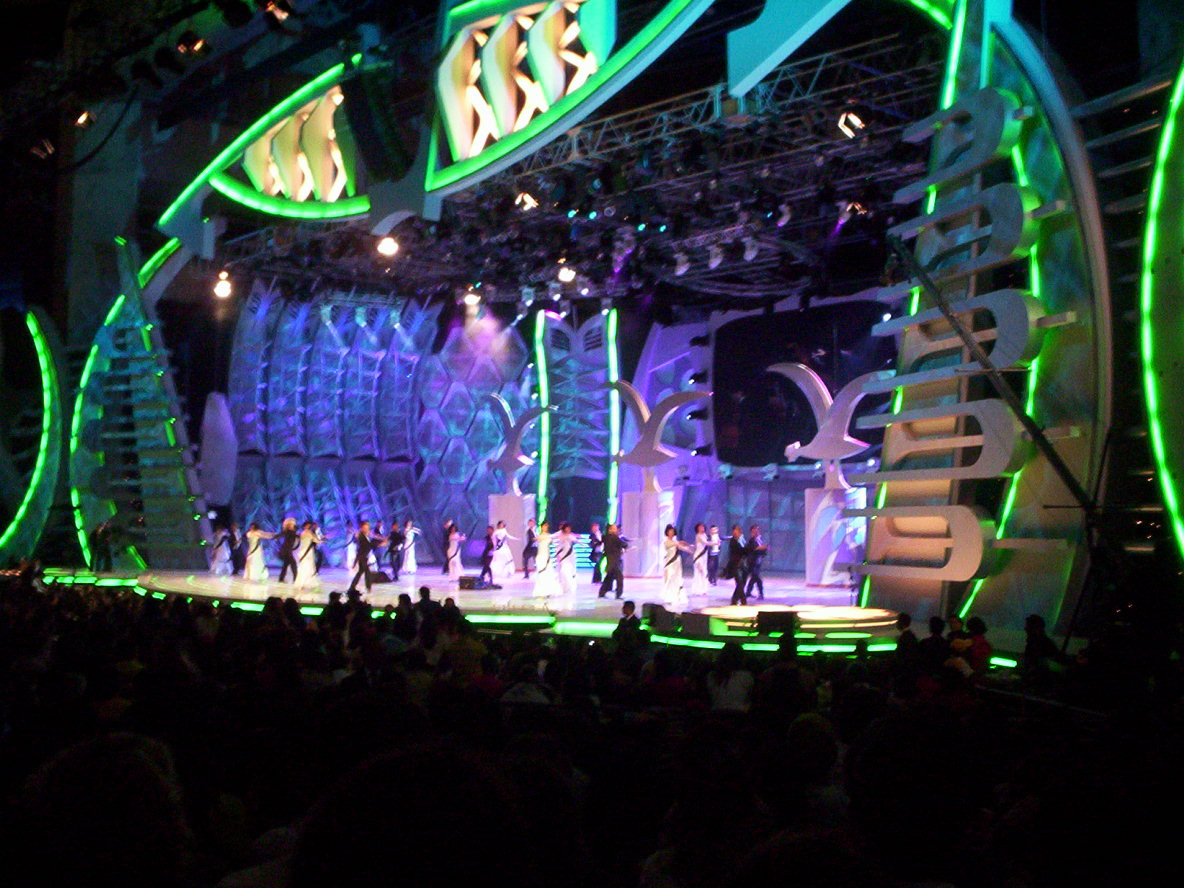
El espectáculo del Festival de Viña del Mar.

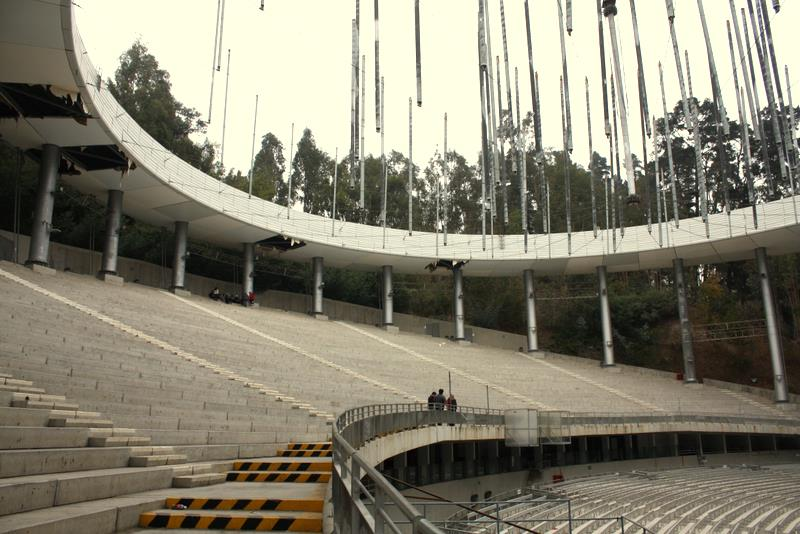
Gradas del anfiteatro de la Quinta Vergara.

«El Monstruo» es la denominación popular que en Chile se le da al público asistente al Festival Internacional de la Canción de Viña del Mar. El nombre se debe al gran poder que ejercen los asistentes en cada jornada del evento. Desde presionar para alargar las presentaciones de los artistas favoritos, hasta interrupciones con pifias (silbatinas) a cantantes y humoristas que no son de su agrado, abucheándolos hasta impedir que finalicen su espectáculo y obligarlos a que se retiren del escenario. En ese caso, en Chile se dice que «el Monstruo se devoró al artista».
El público del Festival de Viña del Mar es uno de los únicos en el mundo que ha recibido una denominación especial. Esto genera una expectativa en las personas que asisten al show, esperando la más mínima oportunidad para mostrar su intolerancia. La mayoría de los artistas abucheados por el Monstruo han sido humoristas, tanto por su falta de gracia como por el infortunio de subir al escenario justo entre las presentaciones de cantantes o grupos musicales de renombre.
En algunas ocasiones, sin embargo, el público viñamarino se manifiesta con silbatinas en repudio a los presentadores del evento. Así ocurrió en la edición de 2007, cuando los animadores, Tonka Tomicic y Sergio Lagos, despidieron a la artista Ana Torroja ante el descontento general del público, que deseaba que ella siguiera cantando. El abucheo a Tomicic y Lagos duró casi una hora. Lo mismo ocurrió en 2009, cuando el Monstruo se manifestó a favor del grupo Simply Red, abucheando a los animadores Felipe Camiroaga y Soledad Onetto durante una hora para que el grupo volviese, y de paso interrumpiendo la competencia folclórica, al cantante Paolo Meneguzzi, una rutina humorística realizada por el trío Manpoval, hasta que parcialmente calmaron sus ánimos con la presentación de Rakim y Ken-Y.
Recordada fue también la ocasión cuando el Monstruo pidió "Gaviota de Plata" para José Luis Rodríguez en 1988; ante la negativa de la alcaldesa de Viña del Mar, Eugenia Garrido, que en la década de 1980 era quien corroboraba la entrega de los premios, el cantante exclamó: «¡A veces hay que escuchar la voz del pueblo!», frase que para algunos tuvo un trasfondo político en relación con la dictadura militar que entonces gobernaba el país; el artista ha señalado que su frase no fue meditada ni tuvo una intención directamente política, Rodríguez ha indicado que siente que en ese caso él fue un «instrumento al servicio de un ideal espiritual mayor».
Una de las manifestaciones más recientes de este fenómeno fue en la edición de 2017, durante la primera presentación de la cantautora chileno-mexicana Mon Laferte, a quien apodaron "la mujer que despertó al Monstruo". Logró una de las ovaciones más grandes de la Quinta Vergara para un artista chileno afincado en otro país, además de un caos y abucheos hacia los animadores y la organización del evento, debido a la negación de estos para entregarle la "Gaviota de Platino". Este premio reconoce la trayectoria de grandes artistas; que solo había sido concedido al mexicano Luis Miguel en 2012, a la española Isabel Pantoja en la misma versión del certamen, a la banda chilena de rock folclórico Los Jaivas en 2023, y a la cantante chilena Myriam Hernández en 2025. Ante la situación, la conductora del festival en ese entonces, Carolina de Moras, comentó en una entrevista "Mon se llevó un premio mucho más grande, se llevó la verdadera ovación de la Quinta Vergara y eso ni la de platino lo paga". El entonces director general del show, Álex Hernández, también comentó lo sucedido argumentando "En ese momento yo sentí que el 'Monstruo' hacía algo maravilloso. Yo encontré un momento televisivo maravilloso lo que estaba sucediendo", Hernández también explicó el motivo por el que se optó a no entregar una segunda gaviota de oro en reemplazo de la de platino: "No la entregamos simplemente porque no podíamos sentar un precedente que después nos podía costar doble gaviota con muchos artistas."Mon, por su parte, regresaría al escenario de este festival tres años después, esta vez, como artista invitada y recibió otras dos Gaviotas de Plata y Oro. 
También sucedió con el grupo humorístico chileno Fusión Humor, en 2020, quien abandonaron el escenario sin hacer un remate en su rutina humorística, dejando al público con pifias y abucheos a los animadores y a la organización también; pero calmó su ánimo ante la presentación del cantante argentino Luciano Pereyra. Tres años después, al finalizar la presentación de la cantante estadounidense Christina Aguilera, el público también pifió y abucheó provocando un caos pidiendo su regreso al escenario, lo mismo un año después con el reconocido tenor italiano Andrea Bocelli, a quien el público pidió su regreso para que supuestamente reciba la "Gaviota de Platino" por su trayectoria, tanto él como su hijo abandonaron el escenario dejándolo también con abucheos y pifias ante la negación del comité organizador y de los animadores de entregarle este reconocimiento, pese a no encargarlo días antes. 

## Explicación del fenómeno
La posible razón de la existencia del Monstruo es la sobredimensionada cualidad del público del festival de hacer escuchar sus pifias fuertemente y por un tiempo prolongado. Esto porque el lugar de su realización y horario, el anfiteatro de la Quinta Vergara (situado en la cima de un cerro pequeño) y de noche, otorgan un nivel de acústica desde las gradas hasta el escenario bastante amplio, que incluso la pifia de una sola persona se puede oír.
Además, las graderías se hallan muy elevadas en relación con la platea, lo que hace que el público se vea como una enorme montaña de gente que se abalanza encima del escenario, simulando el lugar ser un semicoliseo capaz de albergar 15 000 personas en él.

## Lista de artistas “víctimas” del Monstruo
Algunos de los artistas a quienes el público del Festival de Viña del Mar les ha impedido completar su espectáculo en el escenario, aunque también hay otros que han recibido división por parte del monstruo, es decir, una parte abucheando y otra ovacionando, otros en donde sus rutinas fueron interrumpidas debido a procedimientos de seguridad, y otros que increíblemente han conseguido callar los abucheos:
| Edición | Edición |                                        | Artista/Grupo                      | Espectáculo      | Explicación |
| ------- | ------- | -------------------------------------- | ---------------------------------- | ---------------- | --- |
| 1968    | IX      | Bandera de Chile                       | Gloria Simonetti                   | Cantante         | Fue pifiada en sus dos presentaciones, lo que ella atribuyó a una campaña en su contra por ser hija de un empresario. Al año siguiente, ganó el festival con la canción «Mira, mira». |
| 1972    | XIII    | Bandera de Sudáfrica                   | Miriam Makeba                      | Cantante         | La sudafricana fue abucheada por alabar al presidente Allende y exclamar «¡Viva la revolución chilena!». No obstante, al cantar su clásico «Pata Pata» logró silenciar las pifias del público. |
| 1973    | XIV     | Bandera de Chile                       | Quilapayún y Los Huasos Quincheros | Grupos musicales | Ambas agrupaciones musicales chilenas fue abucheadas por un sector del público que era opositor o partidario al gobierno de la Unidad Popular respectivamente. |
| 1977    | XVIII   | Bandera de Chile                       | Los Muleros                        | Humoristas       | Luego de una exitosa presentación en el año 1976, este grupo se presentó con un show totalmente nuevo, el que no fue del gusto del público, que exigía las canciones antiguas. |
| 1977    | XVIII   | Bandera de Uruguay                     | Juan Verdaguer                     | Humorista        | Su humor elegante no logró cautivar a la Quinta Vergara, provocando su rápida salida del escenario en una de sus dos presentaciones. |
| 1980    | XXI     | Bandera de Brasil                      | José Vasconcelos                   | Humorista        | El brasileño aburrió a la concurrencia con chistes conocidos, hasta que las pifias no lo dejaron continuar. |
| 1980    | XXI     | Bandera de Estados Unidos              | Neil Sedaka                        | Cantante         | El norteamericano recibió el abucheo del monstruo debido a que este quería de regreso al reconocido humorista Coco Legrand, el cual fue abruptamente retirado del escenario para que TVN (canal de televisión organizador) pudiera cumplir compromisos de transmisión satelital durante el show de Sedaka. Pese a que la pifiadera no se detuvo durante la presentación del estadounidense, este último pudo terminar su espectáculo como corresponde para después la organización volver a pedirle a Coco Legrand que regrese al escenario. Este escándalo motivó a que el humorista jurara no pisar nunca más el escenario de la Quinta Vergara, hasta 20 años después.                                                                       |
| 1984    | XXV     | Bandera de Chile                       | Ronco Retes                        | Humorista        | Después de preparar un show en un par de días, Ronco Retes subió al escenario con una rutina que hizo reír a casi nadie, la cual no alcanzó a durar más que unos minutos. |
| 1984    | XXV     | Bandera de Chile                       | Checho Hirane                      | Humorista        | Después de no poder domar al público, creyó que saltando en una cama elástica podría hacerlo reír. Tras esto, las pifias crecieron y el espectáculo terminó abruptamente. |
| 1985    | XXVI    | Bandera de España                      | Miguel Gallardo                    | Cantante         | En su primera presentación fue pifiado desde un comienzo por el público, por lo que no pudo continuar más allá de unos minutos. |
| 1985    | XXVI    | Bandera de España                      | Dyango                             | Cantante         | A pesar de haber tenido una exitosa presentación el año anterior, sus propios fanes lo pifiaron en 1985. |
| 1985    | XXVI    | Bandera de Cuba · Bandera de Venezuela | María Conchita Alonso              | Cantante         | La jurado y reina del festival recibió la hostilidad de la gente, la cual prácticamente no la dejó interpretar sus canciones. |
| 1990    | XXXI    | Bandera de Chile                       | Sergio Feito e hijo                | Humoristas       | Feito y su hijo Mario sufrieron una de las peores pifias del público en la historia del festival. Debido a una rutina pobre y mal estructurada, junto a un humor añejo para la época, los abucheos fueron tan fuertes que se debieron apagar los micrófonos ambientales del público, y las pifias que se escucharon por televisión fueron las que entraron por los micrófonos de los artistas y de la orquesta. |
| 1992    | XXXIII  | Bandera de Chile                       | Lucho Gatica                       | Cantante         | Parte del público, en su mayoría joven estaba esperando a los artistas del momento en la cartelera, lo que provocó el disgusto y los abucheos al cantante. |
| 1992    | XXXIII  | Bandera de Chile                       | Florcita Motuda                    | Cantante         | El artista había actuado en la competencia de 1987 luciendo una banda presidencial, lo que se interpretó en ese entonces como una protesta velada en contra de la dictadura militar, lo que fue recordado más tarde por los asistentes. Además, el público mostró rechazó por la coreografía y el vestuario utilizado por el artista en una parte de la presentación (un overol de color chillón), lo que fue considerado anacrónico y de mal gusto. |
| 1993    | XXXIV   | Bandera de Argentina                   | Luis Pescetti                      | Humorista        | Con una rutina infantil y poco estructurada, aburrió al público, que lo bajó del escenario con su propio juego, durando su presentación solo 7 min |
| 1994    | XXXV    | Bandera de México                      | Onda Vaselina                      | Grupo musical    | El grupo juvenil no era conocido en Chile y había sido llevado al festival solo por el acuerdo de Megavisión con Televisa de presentar artistas mexicanos. Eso les provocó ser pifiados en su presentación. |
| 1997    | XXXVIII | Bandera de Chile                       | Jorge Pérez                        | Humorista        | Desconocido entre el público y los medios, el resultado ya vaticinado por la prensa fue un fuerte abucheo por parte del público, lo que se cumplió al llegar este con una rutina mostrada un mes antes en el Festival del Huaso de Olmué. |
| 1998    | XXXIX   | Bandera de Chile                       | Óscar Gangas                       | Humorista        | Se ganó el desprecio del Monstruo luego que comenzara su rutina haciendo una crítica al humor con doble sentido, siendo que en una jornada anterior del Festival de ese año, el dúo Melón y Melame ganó Gaviota de Plata con aquel estilo de rutinas, y también cuando hizo, en uno de sus chistes, una comparación con el prototipo de argentino y de chileno, obteniendo por ello aún más pifias en su alicaída presentación. Sin embargo, volvió a presentarse en 2011 con una exitosa rutina humorística. |
| 1998    | XXXIX   | Bandera de España                      | Sarah Sanders                      | Humorista        | La española no logró posicionarse rápidamente y a los 7 minutos tuvo que bajarse del escenario. Su presentación fue inmediatamente posterior a la exitosa actuación de la boyband Backstreet Boys, cuya fanaticada femenina fue acérrima. |
| 2000    | XLI     | Bandera de Brasil                      | Xuxa                               | Cantante         | La cantante brasileña sufrió un bochorno, luego que el público respondiera con una obscenidad al coro de "Ilarié", cuestión que Xuxa no entendió por varios minutos y pensó que era un juego del Monstruo. Finalmente, cuando le dijeron qué palabra coreaba el público, entró en llanto y subió a su hija al escenario. El público se apiadó y le otorgó la "Gaviota de Plata", la cual fue devuelta a la organización. Se reporta que la cantante decidió no volver más a Chile tras el incidente. El programa Primer Plano de Chilevisión hizo un reportaje dando más detalles sobre dicho incidente por parte de personas que lo presenciaron ese día.                                                                                      |
| 2000    | XLI     | Bandera de España                      | Enrique Iglesias                   | Cantante         | Obtuvo el odio del Monstruo luego que, al "entregársele" la "Gaviota de Plata", la lanzara al público en señal, según él dijo, de agradecimiento. Sin embargo, el gesto no fue interpretado de esa forma por el público asistente, y lo percibió como un desprecio y falta de respeto, por lo que las últimas canciones que tenía preparado para su repertorio fueron abucheadas. La prensa chilena bautizó el incidente como el gaviotazo. |
| 2001    | XLII    | Bandera de Chile                       | Daniel Muñoz                       | Comediante       | Su rutina con el personaje "el Carmelo" no logró hacer reír al público como cuando en 2000 actuó como "el Malo". |
| 2003    | XLIV    | Bandera de Chile                       | Vanessa Miller                     | Comediante       | El personaje "la Nana Argentina" nunca fue del agrado del público, el que respondía negativamente a cualquier pregunta de Miller respecto a su rutina, a pesar de la ayuda que el animador, Antonio Vodanovic, le había dado. |
| 2004    | XLV     | Bandera de Chile                       | Natalia Cuevas                     | Comediante       | A pesar de que había triunfado anteriormente en el mismo escenario, en esta ocasión fue abucheada. La causa probable de esto se debió, en gran parte, al olvido de parte de su rutina. |
| 2005    | XLVI    | Bandera de México                      | Fey                                | Cantante         | Si bien no fue del todo abucheada, el público no la dejó terminar su presentación, debido a que antes de ella se había presentado con enorme éxito su compatriota Marco Antonio Solís, a quien el Monstruo quería de regreso. |
| 2006    | XLVII   | Bandera de México                      | Los Tigres del Norte               | Grupo musical    | Fueron abucheados porque gran parte de los asistentes exigía que el grupo anterior (A-ha) siguiera su función. Esto causó la molestia de la otra parte del público que sí quería escucharlos, lo que causó que protestaran de la misma manera. |
| 2007    | XLVIII  | Bandera de España                      | Ana Torroja                        | Cantante         | Después de haber recibido la Antorcha de Plata, la española fue despedida del escenario, sin que el animador Sergio Lagos llamara a la cantante para que se le haga entrega de la Antorcha de Oro. Ante la situación, el público manifestó su desagrado por espacio de una hora, hasta la presentación del grupo chileno Kudai. |
| 2008    | XLIX    | Bandera de Chile                       | Profesor Salomón y Tutu-Tutu       | Humoristas       | La rutina de los personajes no logró cautivar al Monstruo. Posiblemente porque llegaron a dicho escenario cuando ya no estaban en la cúspide de su carrera. |
| 2009    | L       | Bandera de Italia                      | Paolo Meneguzzi                    | Cantante         | Fue pifiado por el Monstruo debido a que este exigía a Simply Red, viviéndose una situación confusa y complicada de manejar para los animadores, quienes observaban a una parte del público pifiar y a otra gritar por el cantante. |
| 2009    | L       | Bandera de Chile                       | Manpoval                           | Humoristas       | Si bien no fueron fuertemente pifiados, se debieron retirar del escenario tempranamante ya que el público estaba enfadado porque exigía el regreso de Simply Red, sumado a los chistes antiguos que utilizaron en su rutina (muy similar a la que habían realizado en el Festival del Huaso de Olmué un mes antes). |
| 2010    | LI      | Bandera de México                      | Anahí                              | Cantante         | El público chileno no solo criticó a la exintegrante de RBD por cantar con playback, sino que la abucheó y no la dejó finalizar su show, además de ser acusada de querer emular con poco éxito a la cantante estadounidense Lady Gaga. |
| 2011    | LII     | Bandera de Chile                       | Ricardo Meruane                    | Humorista        | Fue pifiado debido a que el público quería retornar a Sting al escenario. Tras algunos errores en su inicio, aludiendo incluso a Sting y al público del festival, además de una poco efectiva rutina, el humorista fue abucheado. Su acto duró solo 19 min. Se recuerda su actuación en el Festival por la siguiente frase: "Gracias, gracias, no se molesten", que repitió bastantes veces en sus cortos minutos. |
| 2013    | LIV     | Bandera de Chile                       | Jorge González                     | Cantante         | El público se dividió ante él cuando aludió a grandes empresarios, como Horst Paulmann, Andronico Luksic, a los dueños de Time Warner (Propietarios de Chilevisión, canal organizador) tildándolos de sinvergüenzas, e incluso a políticos como Michelle Bachelet y Sebastián Piñera. Esto hizo que una parte del público lo pifiara fuertemente y otra lo ovacionara de la misma manera. Pero al cantar uno de los temas musicales de su exgrupo Los Prisioneros, consiguió que el lado que lo abucheaba se callara y coreara sus canciones, pudiendo terminar su espectáculo sin problemas. |
| 2014    | LV      | Bandera de Chile                       | Ruddy Rey                          | Humorista        | Fue pifiado por el público debido a que este quería seguir escuchando a Ana Gabriel, por lo que al principio de su rutina recibió el abucheo. También, su humor mediante la música no logró el impacto que él esperaba. |
| 2015    | LVI     | Bandera de Chile                       | Arturo Ruiz-Tagle                  | Humorista        | Fue pifiado por el público al iniciar su presentación, no solo por hacer su personaje de niño llamado Arturito, sino que también porque gran parte de los espectadores quería de regreso al cantautor Cat Stevens. Pero, luego de dejar su personaje y hacer su clásico estilo de rutina, logró silenciar los abucheos y provocar risas en el público. |
| 2016    | LVII    | Bandera de Chile                       | Pedro Ruminot                      | Humorista        | Durante su rutina, una parte del público comenzó a pifiar ante un chiste fuera de contexto relacionado con las personas epilépticas, lo que obligó a cambiar el rumbo de su rutina. Aunque recibió la Gaviota de Plata, Ruminot se dejó llevar por los nervios y continuó con su presentación de manera acelerada y sin una historia lógica, e incluso aludió despectivamente a su excompañera del programa El Club de la Comedia, Natalia Valdebenito la que se había presentado con éxito rotundo el día anterior, lo cual aburrió al Monstruo, quien le abucheó fuertemente hasta que se fue del escenario. |
| 2016    | LVII    | Bandera de Chile                       | Ricardo Meruane                    | Humorista        | Si bien tuvo un buen comienzo de rutina, las pifias de parte del público que recordaba su pobre actuación en la edición de 2011 le jugó una mala pasada y le provocó nerviosismo, por lo que su espectáculo comenzó a decaer, obligándole a dejar el escenario. Los animadores intentaron darle una nueva oportunidad a Meruane, destacando la valentía del comediante de continuar con su rutina ante la adversidad, lo que fue aplaudido por el Monstruo. Sin embargo, aunque terminó aceptando el desafío, el humorista terminó aburriendo al público, obligándole a bajar del escenario luego de 45 minutos de presentación. Además se le recuerda con su frase: ¡Apaga la luz, loco! mientras era pifiado.                                 |
| 2016    | LVII    | Bandera de Chile                       | Javiera Mena                       | Cantante         | La artista nacional quien también oficiaba de jurado, fue abucheada por el público durante ciertos momentos de su presentación, debido a que parte de los espectadores esperaba el show de Don Omar. Otro factor detonante de esto pudo haber sido su participación días atrás durante el show del español Alejandro Sanz, al ser invitada por este último para hacer un dueto de su tema musical «Corazón partío». Mena no recordaba la letra de la canción en el coro, improvisando un confuso tarareo y provocando tanto las pifias del público y fuertes críticas en las redes sociales. |
| 2017    | LVIII   | Bandera de Chile                       | Rodrigo Villegas                   | Humorista        | El humorista del programa Morandé con Compañía mientras desarrollaba su rutina, en mitad de esta, se vio interrumpida por pifias que venían desde la galería debido a un procedimiento de seguridad (carabineros detuvo a 3 personas por robo), razón por la cual los animadores debieron salir a aclararle que las pifias se debían a dicho procedimiento y no eran para él. Pese a este contratiempo, logró terminar su excelente rutina llevándose las dos gaviotas. |
| 2019    | LX      | Bandera de Chile                       | Jani Dueñas                        | Humorista        | No logró crear un ambiente y a pesar de pedir sororidad y tratar de empatizar entre el público femenino no logró sobreponerse a pifias que comenzaron muy temprano y no pararon. Gran parte de las pifias se debieron a relatos que no conducían a ningún chiste, así como al uso de historias con trato despectivo al momento de referirse sobre niños, maternidad y animalistas, situación agravada por afirmaciones mísandricas e incluso actitudes desafiantes hacia el público. Enfrentó las pifias con gran personalidad y logró continuar su show en medios de los abucheos, hasta que pidió la ayuda de los animadores quienes dieron por terminado el show, durando tan solo 35 minutos.                                               |
| 2019    | LX      | Bandera de México                      | Marco Antonio Solís                | Cantante         | A pesar de su exitosa presentación en 2019, el mexicano fue abucheado por agradecerle gestos de cariño a la alcaldesa Virginia Reginato, debido a que la edil está siendo investigada por fraude tributario. Sin embargo, tras subir a sus hijas Marla y Allison al escenario a cantar una nueva versión de su clásico «¿Dónde estará mi primavera?», Solís logró derrotar al monstruo y llevarse todos los premios. |
| 2020    | LXI     | Bandera de México                      | Ana Gabriel                        | Cantante         | Similar a la situación que vivió su compatriota Marco Antonio Solís en la edición anterior, también fue abucheada por agradecerle gestos de cariño a la alcaldesa Virginia Reginato, debido a que la edil está siendo investigada por fraude tributario, e incluso al empresariado chileno que durante este tiempo ha sido altamente criticado por la comunidad del país y por otros artistas. Sin embargo, otra parte del público la ovacionó, lo que finalmente logró que el sector que pifeaba se silenciara y así la artista pudo llevarse ambos galardones con el reconocimiento del público incluido. |
| 2020    | LXI     | Bandera de Chile                       | Paul Vásquez "El Flaco"            | Humorista        | A pesar de su exitosa presentación en solitario y de ganarse las Gaviotas de Plata y Oro en 2020, el humorista conocido por ser integrante del dúo Dinamita Show, remató su rutina humorística con un chiste que causó controversia, "El loro contra el presidente", también conocido como "¡Que se vaya el presidente!". Cuando dijo las primeras palabras de este polémico chiste, el público abucheó y pifió, pero esas pifias no son para él, sino para el entonces presidente de Chile Sebastián Piñera, en plena época del Estallido Social. Finalmente, el humorista terminó su rutina sin problemas y llevándose todos los premios. |
| 2023    | LXII    | Bandera de Chile                       | Belén Mora                         | Humorista        | A pesar de contar con un comienzo de show donde el público se mostró conforme y pudo hacer reír, la rutina de la comediante fue tornándose más lenta, generando las primeras pifias en la edición 62 del certamen viñamarino. Previo a finalizar su espectáculo, la silbatina se vio compensada por los aplausos de otros miembros del público -en su mayoría de la galería- quienes solidarizaron con la humorista y quisieron escuchar su rutina hasta el final. Después de una forzada entrega de la Gaviota de Plata, la humorista buscó seguir con su espectáculo para ganar la Gaviota de Oro. Contrario a sus expectativas, la puntaarenense recibió la reprobación del Monstruo, llevarse sólo un galardón.                             |
| 2024    | LXIII   | Bandera de Chile                       | Javiera Contador                   | Humorista        | Fue pifiada al principio por el monstruo debido a la molestia de los fanáticos del tenor italiano Andrea Bocelli al no otorgarle la "Gaviota de Platino" exigiendo su regreso (lo mismo Mon Laferte en 2017 y Christina Aguilera en 2023). Durante su presentación la humorista se dejó llevar por los nervios y no logró cautivar al público al mostrar una rutina muy acelerada con poca claridad en la modulación haciendo de esta incompresible para los espectadores. Pese a que trató de revertir la situación invocando al baile y llamando al elenco de Casado con Hijos de forma improvisada logrando silenciar gran parte de las pifias, el espectáculo terminó abruptamente en 35 minutos sin haber ganado las gaviotas.             |
| 2025    | LXIV    | Bandera de Venezuela                   | George Harris                      | Humorista        | Pese al apoyo de parte del público, especialmente de sus compatriotas venezolanos, las pifias empezaron a los pocos minutos de iniciada su rutina, la cual consistía mayormente en relatos sin ejecutar algún chiste o remate.Debido a la incomodidad, abandonó el escenario a los 20 minutos, pero volvió con ayuda de los animadores Karen Doggenweiler y Rafael Araneda. Sin poder contentar aún al público, el rechazo aumentó tras las respuestas desafiantes del comediante, diciendo frases como "si no les gusta, vayan a comprar bebida" o "aquí en tu país llené el Movistar, así que cállate", por lo que acabó cortando su show en medio de numerosos abucheos y aludiendo xenofobia, tras 45 minutos y sin llevarse ningún premio. |